# يامور تانريسيفسين
يامور تانريسيفسين هي ممثلة ومصممة تركية ولدت في (24 أغسطس 1990).

## الحياة الشخصية
ولدت يامور في مدينة مرسين ، وتخرجت من جامعة مرمرة كلية الفنون الجميلة قسم زخرفة سيراميك وزجاج بالإضافة إلى تلقيها دروس مكثفة بمجال التمثيل والمسرح في معهد كرفت للفنون.

## الحياة الفنية
أول ظهور لها على شاشة التلفزيون كان عام 2011 مع مسلسل السباعي القذر وقدمت دور صغير في المسلسل .وأول ظهور لها على السينما كان في فيلم الرعب
فيلم الرعب الإنتاجي التركي الأمريكي “المأساة”.

### أعمالها
المسلسلات :
- السباعى القذر بدور (ضيفة ممثلة) 2011
- اسميتها فريحة (ممثلة ضيف) 2012
- عندما تنتظر الشمس (ميليس) 2013/2014
- الهارب (تولاي) 2014/2015
- قال لي ابي (ديديم) 2015
- ملكة مايو (نهير) 2015 / 2016
- الكاذبان (دويغو آربيل) 2017
- جرح القلب (عائشة) 2021

الأفلام :
- المأساة (جنيفر) 2013
- الحب يجعلك تبكي (بانو) 2014
- العائلة الممتدة أو يسمى عائلة كبيره (تشاغلا) 2015
- لا يعقل 2 بدور (داملا) 2016
- فيلم ميراث ابي بدور (تولين) 2020

## روابط خارجية
يامور تانريسيفسين على موقع قاعدة بيانات الأفلام على الإنترنت